# Niederwil (Soleure)
Pour les articles homonymes, voir Niederwil.
Niederwil est une localité et une ancienne commune suisse du canton de Soleure, située dans le district de Lebern.
Le 1er janvier 2011, l'ancienne commune a été intégrée dans celle de Riedholz.